# Richard Hibbard
Richard Hibbard (* 13. Dezember 1983 in Neath, West Glamorgan) ist ein walisischer Rugby-Union-Spieler. Er spielt als Hakler für die walisische Nationalmannschaft und die Ospreys.
Hibbard begann seine Karriere als Jugendlicher beim Aberavon RFC, bevor er 2002 nach Swansea wechselte. Im Jahr 2004 wurde er Teil der Ospreys, im Dezember des Jahres kam er zu seinem ersten Einsatz in der Magners League gegen Munster. Im Sommer 2006 nominierte man ihn für die Sommertour der walisischen Nationalmannschaft, wo er gegen Argentinien seine ersten beiden Länderspiele bestritt. Aufgrund einer Schulteroperation konnte er in der gesamten Saison 2006/07 in nur vier Spielen mitwirken, er wurde trotzdem in den Vorbereitungsspielen zur Weltmeisterschaft eingesetzt. Für das eigentliche Turnier wurde er dann jedoch nicht berücksichtigt. Auch in den folgenden Jahren kam er nur zu sporadischen Einsatzmöglichkeiten, wie etwa im Sommer 2008 gegen den amtierenden Weltmeister Südafrika.